# Burchtstraat (Groningen)
De Burchtstraat is een doodlopende straat in het centrum van de stad Groningen. De straat maakte - zoals op oude kaarten, zoals die van Haubois te zien is - vroeger deel uit van de straat die tegen de stadsmuur lag en heette toen Achter de Muur. Verschillende onderdelen van deze lange ring kregen in 1874 een nieuwe naam. Het gedeelte tussen de Oosterstraat en de Herestraat werd Burchtstraat genoemd. De naam verwijst naar de in 1568 op bevel van Alva gebouwde citadel Arx Nova, tussen Here- en Oosterpoort (afgebroken 1577). In de straat staat een aantal rijksmonumenten en er zijn veel studentenhuizen.
Tot 1970 liep de straat door tot in de Herestraat. In 1970 werd de straat evenwel afgesloten in verband met de uitbreiding van C&A aan de Herestraat.

## Monumenten
De Burchtstraat telt zeven bouwwerken die zijn aangewezen als rijksmonument.
| Adres                      | Beschrijving                                                                             | Monument  | Afbeelding |
| -------------------------- | ---------------------------------------------------------------------------------------- | --------- | ---------- |
| Burchtstraat 2             | Hoekpand,Kleine Gelkingestraat                                                           | RM 18438  |            |
| Burchtstraat 5-4           | Tussen Burchtstraat en Ged. Zuiderdiep 17, foto rechts                                   | RM 18740  |            |
| Burchtstraat tussen 5 en 7 | Achtergevel Ged. Zuiderdiep 15, foto links                                               | RM 18739  |            |
| Burchtstraat 6             | Voorgevel aan de Carolieweg 23                                                           | RM 486822 |            |
| Burchtstraat 8             |                                                                                          | RM 18439  |            |
| Burchtstraat 17-23         | Pand loopt door in Ged. Zuiderdiep 1, tussenmuur kan restant middeleeuwse stadsmuur zijn | RM 18607  |            |
| Burchtstraat ong           | Achtergevel Oosterstraat 69                                                              | RM 18606  |            |

Achter de Muur · 
Akerkhof · 
Akerkstraat · 
Broerstraat · 
Brugstraat ·
Bruine Ruiterstraat ·
Burchtstraat · 
Butjesstraat ·
Carolieweg ·
Coehoornsingel · 
Donkersgang · 
Driften · 
Emmaplein · 
Folkingestraat · 
Folkingedwarsstraat ·
Ganzevoortsingel · 
Gasthuisstraatje ·
Gedempte Kattendiep ·
Gedempte Zuiderdiep ·
Gelkingestraat ·
Grote Kromme Elleboog ·
Grote Markt ·
Guldenstraat ·
Guyotplein ·
Haddingestraat ·
Haddingedwarsstraat ·
Hardewikerstraat ·
Hereplein · 
Herebinnensingel ·
Heresingel ·
Herestraat ·
Hoekstraat ·
Hofstraat ·
Hoge der A ·
Hoogstraatje ·
Jacobijnerstraat ·
Kleine der A ·
Kattenhage ·
Kleine Kromme Elleboog ·
't Klooster ·
Kostersgang ·
Koude Gat ·
Kreupelstraat ·
Kwinkenplein ·
De Laan ·
Lage der A ·
Lopende Diep ·
Lutkenieuwstraat ·
Marktstraat ·
Martinikerkhof ·
Munnekeholm ·
Muurstraat ·
Naberstraat ·
Nieuwe Boteringestraat ·
Nieuwe Ebbingestraat ·
Nieuwe Kerkhof ·
Nieuwe Kijk in 't Jatstraat ·
Nieuwe Markt ·
Nieuwstad ·
Noorderhaven ·
Oosterstraat ·
Ossenmarkt ·
Oude Boteringestraat ·
Oude Ebbingestraat ·
Oude Kijk in 't Jatstraat ·
Papengang ·
Pausgang · 
Pelsterstraat ·
Peperstraat ·
Poelestraat ·
Praediniussingel ·
Rademarkt ·
Radesingel ·
Reitemakersrijge ·
Rode Weeshuisstraat ·
Schoolstraat · 
Schoolholm · 
Schuitemakersstraat ·
Schuitendiep · 
Sieboldsgang · 
Singelstraat · 
Sint Jansstraat ·
Sint Walburgstraat ·
Spilsluizen ·
Stationsstraat ·
Steentilstraat ·
Stoeldraaierstraat · 
Torenstraat · 
Turfstraat ·
Turfsingel ·
Turftorenstraat ·
Ubbo Emmiussingel ·
Vismarkt ·
Visserstraat ·
Waagstraat ·
Zoutstraat ·
Zwanestraat